# A9/A10
A9/A10 è un missile balistico a medio raggio (MRBM) della famiglia Aggregat sviluppato in Germania nella prima metà degli anni quaranta da Wernher von Braun. Si trattò del primo progetto realizzabile di un missile balistico con capacità transcontinentali, che avrebbe dovuto effettuare il primo volo nel 1946. Tuttavia, come gran parte dei modelli della famiglia Aggregat, rimase sulla carta.

## Storia

### Sviluppo
Von Braun iniziò a lavorare ad un missile a lunghissimo raggio nel 1940, con l'intenzione di arrivare ad un esemplare volante nel 1946. Tuttavia, i lavori su questo sistema d'arma, conosciuto con la designazione interna di A9/A10 (dal nome dei due stadi), furono proibiti nel 1943: il motivo di questa decisione può essere ricondotto all'alta priorità che aveva all'epoca lo sviluppo dell'A4 (meglio conosciuta come V2). Nonostante questo divieto, però, Von Braun ed i suoi uomini proseguirono ugualmente le ricerche sull'A9/A10, che fu spacciato per una modifica dell'A4 e ricevette il nome in codice di A4b.
Solo alla fine del 1944, Von Braun ed il suo team furono autorizzati ufficialmente a riprendere le ricerche su questo sistema d'arma strategico, che ricevette la codifica di Projekt Amerika (Progetto America). Tuttavia, quest'arma a lungo raggio non ebbe alcuno sviluppo pratico: le uniche prove reali riguardarono due voli dell'A4b (l'ultimo dei quali nel gennaio 1945).
Nel corso degli anni, il progetto originario venne rivisto più volte, e furono ideate anche versioni più grandi a tre e quattro stadi. Nessuna di queste, tuttavia, ebbe una realizzazione pratica, e rimasero tutte interamente sulla carta.

## Descrizione tecnica

### A9/A10
L'A9/A10 avrebbe dovuto essere un missile a due stadi con propellente liquido (LOX ed alcool), con un peso al lancio superiore alle 85 t ed in grado di trasportare una testata da 1.000 kg alla distanza di 5.000 km. Il nome del missile era dovuto, essenzialmente, a quello dei due stadi, che si chiamavano, appunto, A9 ed A10. Di questi due stadi, durante la fase di sviluppo, vennero ipotizzate varie configurazioni.
- A10: si trattava del primo stadio del missile. Nella sua versione iniziale, avrebbe dovuto avere un motore costituito da un cluster di 6 camere di combustione dell'A4, a propellente liquido (LOX/alcool), con un singolo ugello di scarico. Successivamente, si decise di utilizzare un propulsore con una singola camera di combustione, di dimensioni maggiori. Per i test reali di questo motore, presso l'impianto di Peenemünde, vennero costruiti alcuni banchi prova.[1] Il motore avrebbe dovuto avere una spinta di 200.000 kgf, ed un diametro di 4,12 m.
- A9: si trattava del secondo stadio del missile, che in parte venne anche sperimentato. Nella sua configurazione iniziale, avrebbe dovuto consistere in una normale A4 con due piccole ali al lato. Le sperimentazioni furono effettuate sull'A4b, che in pratica era una V2 "di serie" con ali e peso maggiorato. Di questa, ne vennero lanciati due esemplari, il 27 dicembre 1944 ed il 24 gennaio 1945. Il primo test non riuscì.[2] I successivi lanci, nonostante fossero previsti, non vennero però mai effettuati a causa del disastroso andamento del conflitto. Comunque, la configurazione definitiva dell'A9 prevedeva una sorta di aereo a razzo con pilotaggio umano, caratterizzato da due piccole ali laterali lungo tutta la fusoliera: questa soluzione, infatti, stando ai test condotti in galleria del vento, avrebbe comportato tutta una serie di vantaggi, sia durante il volo in regime supersonico, sia in termini di assemblaggio con il primo stadio.[1]

| Caratteristiche tecniche di A4b ed A9 | Caratteristiche tecniche di A4b ed A9 | Caratteristiche tecniche di A4b ed A9 |
| Dati tecnici                          | A4b                                   | A9                                    |
| ------------------------------------- | ------------------------------------- | ------------------------------------- |
| Peso al lancio (kg)                   | 12.800                                | 16.259                                |
| Altezza (m)                           | 13,6                                  | 14,18                                 |
| Larghezza (m)                         | 1,65                                  | 3,2                                   |
| Carico utile (kg)                     | ?                                     | 1.000                                 |
| Equipaggio                            | nessuno?                              | 1                                     |

Uno dei maggiori problemi che si dovette affrontare fu quello relativo al sistema di guida: la grande gittata, infatti, rendeva questo sistema d'arma estremamente impreciso. Per questa ragione, i progettisti valutarono il ricorso al pilotaggio umano. Secondo il profilo di missione previsto, quindi, l'A9 avrebbe dovuto separarsi dal primo stadio ad una quota di 390 km ed alla velocità di 3.400 m/s. Successivamente, avrebbe dovuto iniziare una fase di rientro, dirigendosi verso il suo obiettivo guidato via radio o da sommergibili situati nell'Oceano Atlantico. Il pilota, una volta inquadrato l'obiettivo, avrebbe dovuto bloccare la rotta del velivolo ed eiettarsi. Il problema era che si trattava di una manovra molto rischiosa: non solo, infatti, era potenzialmente mortale, ma anche in caso di successo avrebbe comportato la sicura cattura dell'uomo alla guida del missile.

### Versioni successive
Del missile A9/A10 vennero proposte anche altre due versioni, fortemente ingrandite. Queste si caratterizzavano per l'aggiunta, ad A9 ed A10, di uno e due ulteriori stadi rispettivamente, chiamati A11 ed A12. Si sarebbe dovuto trattare, dunque, di missili a tre e quattro stadi, che rimasero anch'essi sulla carta.
- A9/A10/A11: progetto relativo ad un missile a tre stadi, in grado di essere utilizzato sia per lanciare un satellite artificiale da 500 kg in low earth orbit, sia come missile balistico intercontinentale.[4] Portato avanti nel 1944, si trattava essenzialmente di un A9/A10 con un nuovo primo stadio, chiamato A11, costituito da un cluster di sei motori dell'A10.[4] Il peso di tale nuovo stadio avrebbe dovuto raggiungere le 500 tonnellate.
- A9/A10/A11/A12: progetto relativo ad un vettore spaziale a quattro stadi, capace di trasportare in low earth orbit un carico utile di 10.000 kg.[5] In pratica, avrebbe dovuto consistere in un A9/A10/A11 con un nuovo primo stadio, chiamato A12, del peso di 3.500 tonnellate e spinto da un cluster di 50 motori A10.[5]

| Tabella comparativa tra l'A9/A10 e le versioni derivate | Tabella comparativa tra l'A9/A10 e le versioni derivate | Tabella comparativa tra l'A9/A10 e le versioni derivate | Tabella comparativa tra l'A9/A10 e le versioni derivate |
| Dati tecnici                                            | A9/A10                                                  | A9/A10/A11                                              | A9/A10/A11/A12.                                         |
| ------------------------------------------------------- | ------------------------------------------------------- | ------------------------------------------------------- | ------------------------------------------------------- |
| Tipologia                                               | MRBM                                                    | ICBM/Vettore                                            | Vettore                                                 |
| Peso al lancio (kg)                                     | 85.300                                                  | 586.000                                                 | 4.100.000                                               |
| Altezza (m)                                             | 41                                                      | 41,5                                                    | 70                                                      |
| Larghezza (m)                                           | 4,12                                                    | 8,1 (15,3 con le alette)                                | 11 (35 con le alette)                                   |
| Numero stadi                                            | 2                                                       | 3                                                       | 4                                                       |
| Carico utile (kg)                                       | 1.000                                                   | 500 (LEO)                                               | 10.000 (LEO)                                            |